# ميسا يامامورا
ميسا يامامورا (باليابانية: 山村美紗) (25 أغسطس 1931، سول في كوريا الجنوبية - 5 سبتمبر 1996، تشيودا في اليابان)؛ مُدرسة وروائية يابانية.